# التواصل (كتاب)
التواصل: قصة حقيقية هو كتاب لطبيب العيون الأمريكي ومؤلف الرعب ويتلي ستريبر نُشر لأول مرة في فبراير 1987. يستند الكتاب إلى تجارب وايتلي ستريبر، الذي عانى من «الوقت الضائع» وذكريات الماضي المرعبة، والتي ربطها بالتنويم المغناطيسي الذي قام به بود هوبكنز لاحقًا بمقابلة مزعومة مع كائنات فضائية. كان التواصل من أكثر الكتب الواقعية مبيعًا لمدة ستة أشهر في عام 1987.
تم تحويل الكتاب لاحقًا إلى فيلم أخرجه فيليب مورا وبطولة كريستوفر والكن في دور ستريبر وليندسي كراوس بدور زوجته آن.في الكتاب الورقي طبعت عام 2008 قٌدم بمقدمة جديد بواسطه المؤلف.
يقارن ستريبر الكائن «المألوف» الذي يراه، والذي يصفه بأنه أنثى، بالإلهة السومرية عشتار.

## رسمة الغلاف
رسم تيد سيث جاكوبس مخلوق فضائي على الغلاف. تعتبر اللوحة واحدة من أكثر الصور الثقافة الشعبية المعروفة على نطاق واسع للفضائيين «الرماديين» المزعومين. «غلاف التواصل» جاكوبس يروي:
«في شقتي الصغيرة في شرق 83rd st ، في مدينة نيويورك. جلس معي ويتلي أولاً لرسم الفضائي. عندما رسمت، كان يشير إلى كيفية تغيير الصورة بحيث تتطابق أكثر مع ما رآه. لقد كانت، على ما أعتقد، نفس العملية التي استخدمها رسامي الشرطة. تم تصحيح كل التفاصيل الأخيرة وفقًا لتعليماته. في وقت من الأوقات، قال إن الصورة تتوافق تمامًا مع ما رآه. مع وايتلي بجانبي للجلسة اللاحقة، بدأت في رسم الصورة على لوحة خشبية مُعدة، مررت بنفس عملية الرسم، حتى قال وايتلي أخيرًا أن الصورة كانت دقيقة. . . . بالنسبة لجنس الكائن الفضائي، اكون صادقا، لم نتطرق للموضوع. لا أعرف حتى ما إذا كان» الرمادي«لديهم جنس كما نفهمه. قام وايتلي بتصحيح الصورة التي هي تحت التطوير ليكون لها بعض الهشاشة، وهي نقطة ضعف. أفترض أننا نحن أبناء الأرض نربط هذه الصفات عادةً بالأنوثة.»